# Igreja da Ordem Terceira de São Francisco das Chagas
A Igreja da Ordem Terceira de São Francisco das Chagas, conhecida como Igreja da Ordem, é o templo católico mais antigo do município brasileiro de Curitiba, capital do estado do Paraná. Está localizada na rua Mateus Leme, no Largo da Ordem, Centro Histórico da cidade.

## História
Originalmente foi a "Igreja de Nossa Senhora do Terço", construída por imigrantes portugueses e concluída em 1737. Recebeu o nome atual após a chegada da Ordem de São Francisco em Curitiba, no ano de 1746.
Abrigou um convento franciscano entre 1752 a 1783 e foi a paróquia dos imigrantes poloneses, no Século XIX. Por volta de 1834, uma parte da igreja desabou e a completa restauração se deu  apenas em 1880, por ocasião da visita do imperador D. Pedro II.
A torre do templo e a instalação dos sinos foi concluída em 1883. Nessa época a igreja era frequentada principalmente por imigrantes alemães. Outra restauração ocorreu de 1978 a 1980. Em 1981, passou a abrigar o Museu de Arte Sacra de Curitiba.
Durante uma reforma em 1993, um opúsculo com dados históricos do templo foi encontrado entre suas paredes.

## Tombamento
O templo foi tombado como Patrimônio Cultural do Estado em 26 de janeiro de 1966, pelo Processo Número 222-07/65 do governo estadual.